# زلین ۲۲ جوناک
زلین ۲۲ جوناک (به انگلیسی: Zlín_22) یک هواگرد ملخ‌پیشین تک‌موتوره از نوع تک باله دو سرنشینه ساخت شرکت Zlin است. هواگرد زلین ۲۲ جوناک نخستین پروازش را در ۱۰ آوریل ۱۹۴۷ میلادی انجام داد. در مجموع، تعداد ۲۰۰ فروند از این هواگرد ساخته شده‌است.